# Kris (dolk)

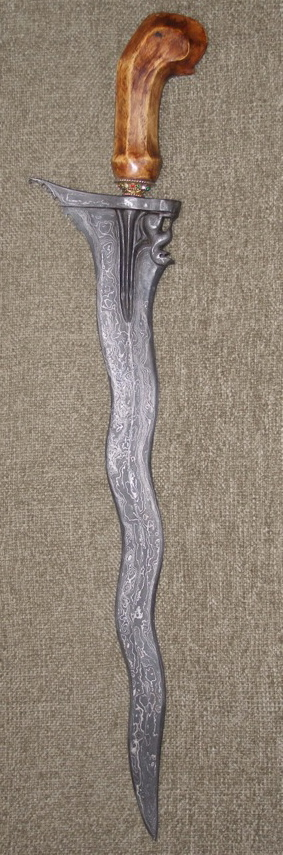
Kris från Yogyakarta

Kris eller Keris (stavningen varierar) är en sorts halvsvärd vars ursprung finns i Indonesien. En keris känns igen på det karakteristiska fästet, och bladets asymmetriska form mot fästet. Bladet är vanligtvis vågformat men raka varianter förekommer, så kallade "avrättningskris". Detta något avskräckande namn har sin grund i att avrättningar utfördes så att den dömde stod på knä, varvid bödeln stack offret bakom nyckelbenet genom en tygduk, så att hjärtat punkterades. När bladet sedan drogs ut genom tygbiten torkade den (åtminstone i teorin) blodet av klingan.

## Krisens ställning som kultföremål
Krisen är inte enbart att betrakta som vapen, utan fyller även en viktig funktion som kultföremål. När en kris smids så ber smeden konstant böner och blandar i olika okända och kända material i stålet som viks flera gånger över sig självt. Krisen får på så sätt ett mönster i klingan "pamor", vilket tillskrivs magiska effekter. Effekten varierar beroende på mönster men medan ett mönster bringar rikedom så bringar ett annat till exempel makt. Det är viktigt att ägaren skapar ett band till sin kris, till exempel så bör kanske en girig person undvika ett mönster som bringar makt, då detta skulle kunna resultera i ondska som går ut över oskyldiga. Likväl bör en fredlig person inte ha en krigares kris, och vice versa. En god kris kan bringa sin ägare stor lycka och det finns till och med legender om kris som börjat röra på sig otåligt i sin skida när fara var i antågande, och sedan fått eget liv och försvarat sina ägare(!), men det är nog som sagt, legender och bäst att betrakta som sådana. En annan legend är att om man pekar på någon med en kris, har den personen en ond snar död att vänta sig. Det finns berättelser om när Nederländerna koloniserade Indonesien och deras trupper möttes av infödingar som pekade sina dolkar mot dem innan striden, för att sedan bli besegrade av övermakten. Spår av den här tron finns dock kvar i modern tid; man pekar aldrig en kris direkt mot någon, och i ceremoniella danser och krigsspel där krisdolkar ingår, "neutraliseras" denna förmodade dödande effekt i en ceremoni där man bland annat nuddar marken med spetsen på bladet.
Kris förekommer i många delar av den indonesiska övärlden, samt i en något annorlunda form på Filippinerna.

Malajisk dolk, Indonesien, 1600-talets första hälft. Fästet i form av en grimaserande demon och bladet är delvis förgyllt. Skoklosters slott.